# Barycholos
A Barycholos a kétéltűek (Amphibia) osztályába, a békák (Anura) rendjébe és a Craugastoridae családba, azon belül a Holoadeninae alcsaládba tartozó nem.

## Nevének eredete
Nevét a görög baruxolos (vad, angolul savage) szóból alkották Jay Mathers Savage amerikai herpetológus tiszteletére.

## Előfordulása
A nembe tartozó fajok Peru déli részén és Bolívia középső területein honosak.

## Rendszerezés
A nembe az alábbi fajok tartoznak:
- Barycholos pulcher (Boulenger, 1898)
- Barycholos ternetzi (Miranda-Ribeiro, 1937)